# 극한 집합
동역학계 이론에서 {\displaystyle \omega _{\pm }}-극한 집합({\displaystyle \omega _{\pm }}-極限集合, 영어: {\displaystyle \omega _{\pm }}-limit set)은 무한한 시간이 경과하였을 때 주어진 초기 상태의 동역학계가 수렴하게 되는 상태들의 집합이다.

## 정의
위상 공간 {\displaystyle X} 위에 동역학계
{\displaystyle \phi \colon T\times X\to X}
가 주어졌다고 하자. 여기서 흐름(연속 시간 동역학계)의 경우 {\displaystyle T=\mathbb {R} }이며, 사상(이산 시간 동역학계)의 경우 {\displaystyle T=\mathbb {Z} }이다.
그렇다면, 초기 조건 {\displaystyle x\in X}의 {\displaystyle \omega _{+}}-극한 집합(영어: {\displaystyle \omega _{+}}-limit set) 및 {\displaystyle \omega _{-}}-극한 집합(영어: {\displaystyle \omega _{-}}-limit set)은 다음과 같다.
{\displaystyle \lim _{\omega _{+}}x=\bigcap _{t\in T}\operatorname {cl} \{\phi (t',x)\colon t'>t\}}
{\displaystyle \lim _{\omega _{-}}x=\bigcap _{t\in T}\operatorname {cl} \{\phi (t',x)\colon t'<t\}}
여기서 {\displaystyle \operatorname {cl} }은 폐포를 뜻한다.
즉, {\displaystyle y\in \lim _{\omega _{\pm }}x}임은 다음과 동치이다.
{\displaystyle y\in \lim _{\omega _{\pm }}x\iff \exists (t_{i})_{i\in \mathbb {N} }\in T^{\mathbb {N} }\colon \left(\lim _{i\to \infty }t_{i}=\pm \infty \land \lim _{i\to \infty }\phi (t_{i},x)=y\right)}
일부 문헌에서는 {\displaystyle \omega _{+}}/{\displaystyle \omega _{-}}-극한 집합 대신 {\displaystyle \omega }/{\displaystyle \alpha }-극한 집합으로 표기하기도 한다.

## 성질
{\displaystyle \omega _{\pm }}-극한 집합은 (닫힌집합들의 열의 교집합이므로) 항상 닫힌집합이다. {\displaystyle \phi }가 연속적이고, 만약 {\displaystyle X}가 콤팩트 공간이라면 {\displaystyle \omega _{\pm }}-극한 집합은 공집합이 아닌 연결 콤팩트 집합이다.
{\displaystyle \omega _{\pm }}-극한 집합은 시간 변화에 대하여 불변이다.

## 참고 문헌
- Teschl, Gerald (2012). 《Ordinary differential equations and dynamical systems》 (영어). American Mathematical Society. ISBN 978-0-8218-8328-0.

## 같이 보기
- 극한점